# 기타비유동자산
기타비유동자산(其他非流動資產)에는 투자자산, 유형자산, 무형자산에 속하지 않는 비유동자산을 말한다.

## 종류
- 임차보증금

- 전세권

- 이연법인세자산

- 장기성받을어음

- 장기외상매출금

- 장기선급비용

- 장기선급금

- 장기미수금